# САРС-КоВ-2
Тешки акутни респираторни синдром коронавирус 2 (енгл. Severe acute respiratory syndrome coronavirus 2), познат под акронимом САРС-КоВ-2 (енгл. SARS-CoV-2), заразни је вирус из групе коронавируса који узрокује ковид 19, респираторну болест одговорну за текућу пандемију. Геномско секвенцирање је показало да је то позитивни, једноланчани РНК коронавирус.
Многи рани случајеви су били повезани с великом пијацом морских плодова и животиња у Вухану, а сматра се да вирус има животињско поријекло. Поређењем генетских секвенци овог вируса и других узорака вируса показала су сличност са SARS-CoV (79,5%) и коронавирусом слијепих мишева (96%). Према томе је крајње поријекло вируса од слијепих мишева иако посредни домаћин, као што је панголин, не може бити искључен.

## Терминологија
Током почетне епидемије у кинеском Вухану, за вирус су употребљавани различити називи; нека имена која користе различити извори укључују „коронавирус“ или „коронавирус из Вухана“. У јануару 2020. Светска здравствена организација (СЗО) препоручила је нови коронавирус 2019. (2019-nCoV) као привремени назив за вирус. То је било у складу са смерницама СЗО из 2015. против употребе географских локација, животињских врста или група људи у именима болести и вируса.
Међународни комитет за таксономију вируса 11. фебруара 2020. усвојио је званични назив „тешки акутни респираторни синдром коронавирус 2” (SARS-CoV-2). Да би се избегла забуна с болешћу SARS, СЗО понекад назива SARS-CoV-2 као „вирус ковида 19” у комуникацијама јавног здравља,, а назив „nCoV-19” је укључен у неким истраживачким чланцима.